# Ōkubo Toshimichi
Ōkubo Toshimichi (大久保 利通?  Kagoshima, 10 de agosto de 1830 - cerca de Tokio, 14 de mayo de 1878) fue un estadista japonés, samurái de Satsuma, y uno de los Tres Grandes Nobles, que condujeron la Restauración Meiji, hecho que causó su asesinato. Es recordado como uno de los principales fundadores del Japón moderno.

## Primeros años
Nació en Kagoshima, provincia de Satsuma (actual prefectura de Kagoshima) y fue el mayor de cinco hijos de un vasallo de baja categoría, Ōkubo Juemon, quien protegía al daimyō Shimazu Nariakira. Estudió en la misma escuela local con Saigō Takamori, quien era tres años mayor. En 1846 le fue dado la posición de asistente.

## Samurái de Satsuma

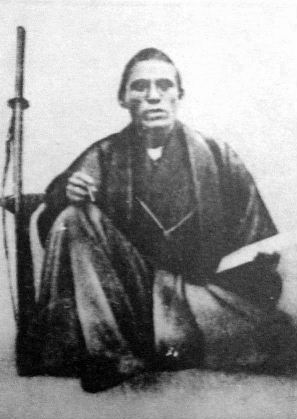
Ōkubo Toshimichi como un joven samurái.

Ōkubo Toshimichi (derecha), como miembro de la Misión Iwakura.

El daimyō Shimazu Nariakira reconoció los talentos de Ōkubo y lo asignó en la posición de administrador de impuestos en 1858. Cuando el damiyō falleció, Ōkubo planeó derrocar el Shogunato Tokugawa. Sin embargo, al contrario de la mayoría de los líderes de Satsuma, él prefería la posición del movimiento tobaku (reconciliación entre la Corte Imperial y el Shōgun), [oponerse al kobu gattai (apoyo al shogunato) y al hanbaku (oposición al shogunato)] que del movimiento sonnō jōi. 
La Guerra Anglo-Satsuma de 1863, junto con el Caso Richardson y el golpe de Estado en Kioto en septiembre de 1863, convencieron a Ōkubo de que el movimiento tobaku estaba arruinado. En 1866, se reunió con Saigō Takamori y el líder de Chōshū Kido Takayoshi para formar la secreta Alianza Satcho, que derrocaría al Shogunato Tokugawa.

## Restauración Meiji

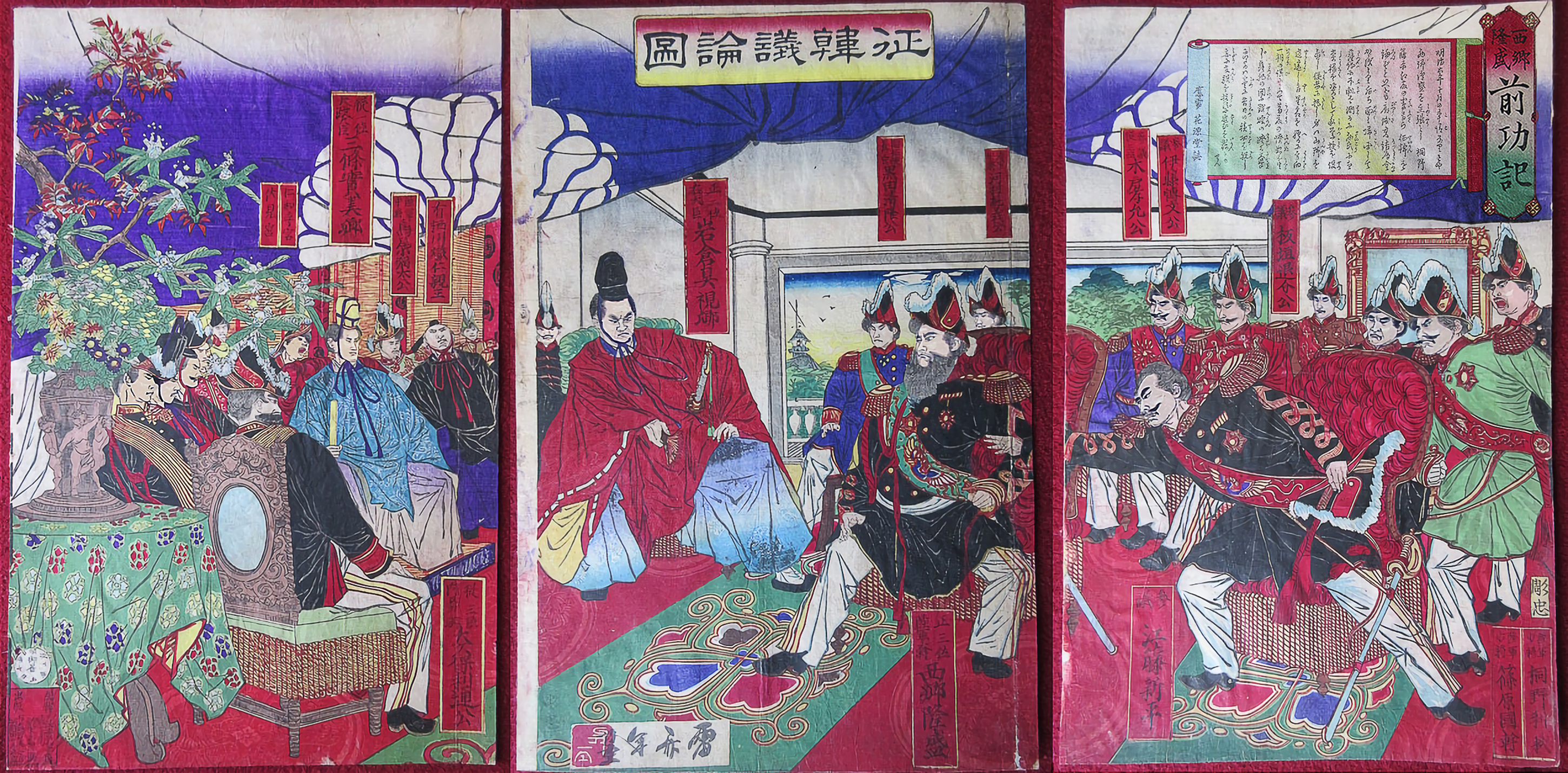
Esta impresión (ukiyo-e) de 1877 muestra los debates de Seikanron de 1873 en el Consejo de la corte del gobierno Meji. Iwakura, a favor de la invasión de Corea, y Saigō en contra. El debate terminó con el triunfo de Iwakura, en este contexto, Ōkubo fue parte de la "Misión Iwakura".

El 3 de enero de 1868, las fuerzas de Satsuma y Chōshū ocuparon el Palacio Imperial de Kioto y proclamaron la Restauración Meiji. El triunvirato de Ōkubo, Saigō y Kido formó un gobierno provisional. Como Ministro de Finanzas en 1871, Ōkubo promulgó la Reforma a los Impuestos de Propiedad, prohibió a los samurái a portar sus espadas en público, y terminó la discriminación oficial contra los burakumin (parias). En las relaciones exteriores, trabajó en la revisión de los tratados desiguales y se unió a la Misión Iwakura en su viaje alrededor del mundo entre 1871 y 1873.
Sabiendo que Japón no estaba en posición de competir con las potencias occidentales en ese estado, Ōkubo regresó a Japón el 3 de septiembre de 1873, justo en el momento de prevenir una invasión a Corea (Seikanron).
Como Ministro del Interior, Ōkubo tuvo un aumento considerable de poder a través de las asignaciones de todos los gobiernos locales y de las fuerzas policiales. También usó el poder como Ministro del Interior para promover el desarrollo industrial. Participó en la Conferencia de Osaka de 1875 en un intento de reconciliación con los otros miembros de la oligarquía Meiji.
No obstante, fue incapaz de ganar a su antiguo colega Saigō Takamori. En la Rebelión de Satsuma de 1877, los rebeldes de Satsuma, bajo el liderazgo de Saigō, pelearon contra el nuevo ejército gubernamental bajo el comando del Ministro del Interior Ōkubo. Con la derrota de las fuerzas de Satsuma, Ōkubo fue considerado un traidor en su provincia y para la mayoría de los antiguos samurái. El 14 de mayo de 1878 fue asesinado por Shimada Ichirō y otros seis samuráis de Satsuma mientras iba camino a Tokio.

## Legado

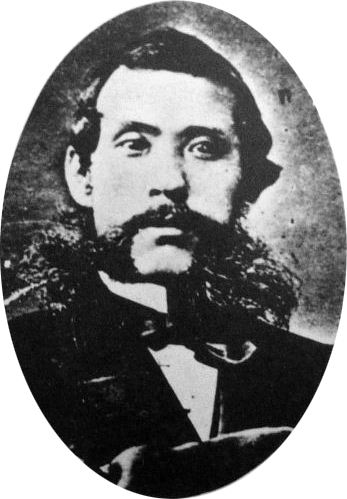
Ōkubo Toshimichi.

Fue uno de los líderes más influyentes de la Restauración Meiji y en el establecimiento de las modernas estructuras gubernamentales. Aunque brevemente, fue el hombre más poderoso en Japón. Como devoto realista y nacionalista, se ganó el respeto de sus colegas y enemigos inclusive.

## En la ficción
En la serie de manga y anime Rurouni Kenshin, Ōkubo acude ante Himura Kenshin con el fin de que destruya la revuelta de Shishio Makoto. Kenshin duda de la propuesta y Ōkubo le da un plazo hasta el 14 de mayo para que decida. Cuando Ōkubo decide visitar nuevamente a Kenshin ese día, es asesinado por Seta Sōjirō, mano derecha de Shishio, y usa al clan Ichirō como chivo expiatorio en el asesinato.
En la novela de Borís Akunin The Diamond Chariot, Erast Fandorin investiga el plan de asesinato de Ōkubo, pero fracasa en prevenir el complot.
Ōkubo también fue la principal inspiración del personaje Ōmura en la película El último samurái.